# Internacional Comunista Obrera
La Internacional Comunista Obrera (en alemany: Kommunistische Arbeiter-Internationale, KAI), que també va ser coneguda com la Quarta Internacional, encara que no té res a veure amb la Internacional que fundaria Lev Trotski anys després, era una organització internacional del comunisme consellista.

## Història
L'organització va ser fundada el 1922, després d'una escissió del Partit Comunista Obrer d'Alemanya (KAPD), per membres de la Facció d'Essen, entre ells Herman Gorter i Karl Schröder, en contra de l'opinió de la Facció de Berlín que la considerava prematurala Facció de Berlín sostenint que la formació d'una internacional era prematura. S'hi van unir el Partit Comunista dels Treballadors dels Països Baixos, el Partit Comunista dels Treballadors de Sylvia Pankhurst a Gran Bretanya, els comunistes d'esquerra a Rússia (que en conseqüència es van rebatejar com a Partit dels Treballadors Comunista), el Grup de Treballadors Comunista de Rússia i alguns grups de l'esquerra comunista de Bèlgica i Bulgària.La KAI mai va ser capaç d'organitzar cap activitat conjunta i tot just va arribar a comptar amb 1.000 activistes. Es va anar afeblint amb la dissolució d'alguns dels seus partits membres i la sortida del Grup d'Obrers Comunistes rus, pel seu desacord amb la negativa de la Internacional a formar un front comú amb la Tercera Internacional. A mitjans dels anys 20 la KAI havia desaparegut de la vida pública.
La tendència d'Essen del KAPD es va dissoldre el 1927 i la direcció de la Internacional va passar als Països Baixos, ja que el grup holandès era l'únic partit que encara tenia membres, els altres constituents eren individus aïllats. Encara existia nominalment a principis de la dècada de 1930, però no va desenvolupar cap activitat internacional, només va publicar treballs en nom de l'organització, fins que es va dissoldre formalment el febrer de 1933.